# Juan de la Cruz Cisneros
Juan de la Cruz Cisneros (La Paz, 23 de noviembre de 1803 - La Paz, 2 de abril de 1887) fue un sacerdote, educador, jurista, político y diplomático boliviano. Figura destacada del clero, la intelectualidad y la política boliviana del siglo XIX, se desempeñó como Deán de la Catedral de La Paz durante 38 años y fue uno de los fundadores y principales impulsores de la Universidad Mayor de San Andrés (UMSA), de la cual fue rector y cancelario. Ejerció importantes funciones diplomáticas y legislativas, participó en la redacción de la Constitución Política de Bolivia de 1851.

## Biografía

### Infancia y formación
Nació en la ciudad de La Paz el 23 de noviembre de 1803. En 1814, ingresó al Seminario de San Jerónimo, donde destacó por su dedicación y talento. Cursó estudios de latín, filosofía, teología, derecho civil y canónico, convirtiéndose pronto en profesor auxiliar y luego en catedrático.
El 27 de abril de 1828, recibió la ordenación sacerdotal en Arequipa, de manos del obispo José Sebastián de Goyeneche. Ese mismo año, obtuvo el título de abogado ante la Corte Superior de La Paz.

### Fundación y rol en la UMSA
Cisneros participó activamente en la fundación de la Universidad Mayor de San Andrés (UMSA), cuya creación se oficializó en 1830 por decreto de Andrés de Santa Cruz. Fue uno de los firmantes del acta fundacional, junto a personalidades como José Manuel Indaburo y Eusebio Gutiérrez.
Obtuvo el doctorado en ambos derechos y en teología y, mediante oposición, accedió a la cátedra de Teología. Ejerció como catedrático, vicerrector y rector en dos períodos: 1835 y 1845-1852. En 1850, como cancelario del distrito universitario de La Paz, solicitó al Ministerio de Instrucción Pública priorizar la creación de escuelas cantonales, argumentando que la educación debía llegar a las clases más humildes.

### Vida eclesiástica
Cisneros fue párroco de San Sebastián, canónigo penitenciario y, desde 1850, Deán del Cabildo Catedralicio de La Paz, dignidad que ejerció durante 38 años. También desempeñó varias veces el gobierno interino de la diócesis como Vicario Capitular entre 1844 y 1874, durante los períodos de vacancia episcopal.
Aunque su nombre fue propuesto en reiteradas ocasiones para el episcopado paceño, nunca llegó a ser consagrado obispo. Sin embargo, el papa Pío IX lo distinguió con el título de Camarero Secreto de Su Santidad y le otorgó diversas prerrogativas, las cuales fueron ratificadas por León XIII en 1879, junto con su jubilación oficial como deán. Además, su nombre fue inscrito en el Libro de Benefactores del Colegio Pío Latinoamericano de Roma.
Como Deán de la Catedral de La Paz, Juan de la Cruz Cisneros gestionó ante el papa Pío IX la concesión de privilegios e indulgencias al Santuario de Copacabana, equivalentes a los que posee la Casa de Loreto en Italia. La solicitud fue aceptada por la Santa Sede, fortaleciendo el carácter internacional de Copacabana como lugar de peregrinación. Posteriormente, promovió mejoras en el templo, entre ellas la construcción del Camarín de la Virgen de Copacabana, desde donde se domina la vista del Lago Titicaca, así como la instalación de una peana giratoria para la imagen mariana. En el camarín se encuentra también una sacristía con ornamentos litúrgicos, de los cuales el más valioso fue donado personalmente por el Dr. Cisneros. Gracias a sus gestiones, los devotos que visitan Copacabana participan de las mismas indulgencias espirituales que se otorgan en la Santa Casa de Loreto.

### Actividad política y diplomática
Fue diputado por La Paz en seis oportunidades y presidente de la Convención Nacional de 1851, donde firmó la Constitución Política de Bolivia de 1851.
En 1841 inició su carrera diplomática como secretario de la legación boliviana en Perú. Posteriormente, en 1855, fue designado encargado de negocios ante la Santa Sede, donde estrechó vínculos entre Bolivia y el Vaticano.
En 1866, durante la crisis militar provocada por Mariano Melgarejo, Cisneros actuó como negociador y mediador, logrando acuerdos que permitieron la pacífica entrada de las tropas a la ciudad de La Paz.

### Labor humanitaria y beneficencia
Fue socio fundador y benefactor de la Sociedad Benéfica Católica de San José y del Hospicio de La Paz, instituciones dedicadas a la asistencia de huérfanos, pobres y enfermos.
Durante los conflictos políticos, su casa sirvió de refugio a perseguidos y heridos de ambos bandos. Además, fue miembro distinguido y benefactor de la Sociedad Católica de San José, destacándose por su apoyo constante a las obras caritativas de la ciudad.

### Últimos años y fallecimiento
A pesar de su avanzada edad, continuó prestando auxilio espiritual y apoyando obras de caridad. Falleció el 2 de abril de 1887 en La Paz. Su funeral fue una multitudinaria manifestación de duelo público. Su biblioteca personal, compuesta por más de 1100 volúmenes, fue donada al Seminario de San Jerónimo.

## Legado
Cisneros es recordado como un símbolo de virtud, patriotismo y caridad. Además de su labor eclesiástica y educativa, se le reconoce por su contribución a la consolidación institucional del país, su defensa de la educación popular y su compromiso con los sectores más vulnerables.

## Obras
- Notas de filosofía (1842), curso dividido en dos folletos, impreso en La Paz, utilizado como material académico en la Universidad Mayor de San Andrés.[12][13]